# Copa Sevilla 1997
Il Copa Sevilla 1997 è stato un torneo di tennis facente parte della categoria ATP Challenger Series nell'ambito dell'ATP Challenger Series 1997. Il torneo si è giocato a Siviglia in Spagna dal 22 al 27 settembre 1997 su campi in terra gialla.

## Vincitori

### Singolare
Álex Calatrava ha battuto in finale  Álex López Morón con il punteggio di 6–2, 6–4.

### Doppio
Tuomas Ketola /  Michael Kohlmann hanno battuto in finale  Álex Calatrava /  Jose Imaz-Ruiz con il punteggio di 4–6, 6–1, 6–3.